# Colonia Villa Hermosa
Colonia Villa Hermosa är en ort i Mexiko.   Den ligger i kommunen Ajuchitlán del Progreso och delstaten Guerrero, i den södra delen av landet, 200 km sydväst om huvudstaden Mexico City. Colonia Villa Hermosa ligger 289 meter över havet och antalet invånare är 264.
Terrängen runt Colonia Villa Hermosa är kuperad åt nordväst, men åt sydost är den platt. Runt Colonia Villa Hermosa är det ganska glesbefolkat, med 48 invånare per kvadratkilometer. Närmaste större samhälle är Tlapehuala, 4,2 km norr om Colonia Villa Hermosa. I omgivningarna runt Colonia Villa Hermosa växer huvudsakligen savannskog.